# Heimatvertriebene

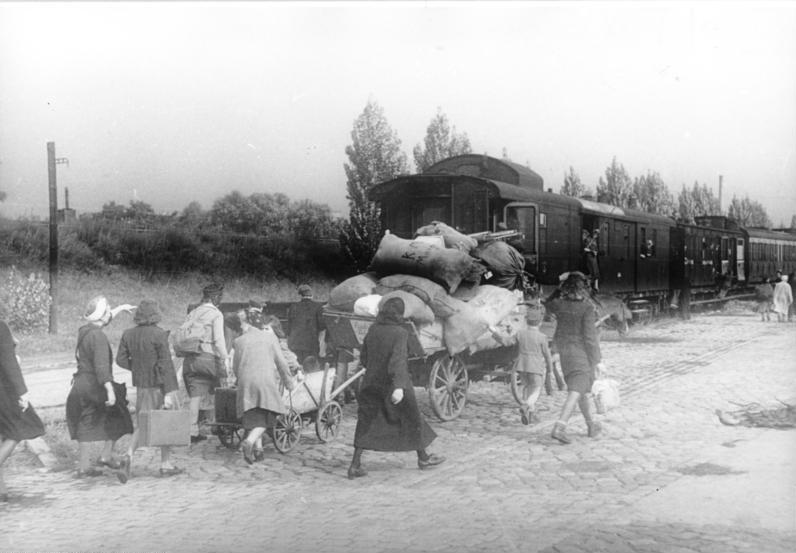
Germani exilați în gara de măfuri Berlin-Pankow (1946)

În sens oficial și administrativ, Heimatvertriebene (în traducere directă, „expulzați de acasă”) sunt oameni cu cetățenie germană, etnie germană (alternativ cunoscuți ca Volksdeutsche, anterior în context național socialist) și de limbă germană, care, după cel de-Al Doilea Război Mondial, au trebuit sau au fost forțați prin lege (e.g. Decretele lui Beneš) să părăsească fostele teritorii orientale ale Imperiului German, Sudetenland și alte teritorii locuite în Europa de Est și de sud-est și să se relocheze/așeze în cele patru zone de ocupație ale Germaniei, ulterior în Germania de Vest (R.F.G./B.D.R.) respectiv Germania de Est (R.D.G./D.D.R.) sau Republica Democrată Germană. Termenul de „Heimatvertriebene” este folosit în contexte juridice, dar nu este utilizat în cercetarea istorică și în științele sociale.